# نوین‌اشتاین (هوهن‌لوهه)
شهر نوین‌اشتاین (به آلمانی: Neuenstein) در ایالت بادن-وورتمبرگ در کشور آلمان واقع شده‌است.